# Acacia flexifolia
Acacia flexifolia är en ärtväxtart som beskrevs av George Bentham. Acacia flexifolia ingår i släktet akacior, och familjen ärtväxter. Inga underarter finns listade i Catalogue of Life.